# Кворум
Кво́рум (лат. quorum praesentia sufficit — яких присутність достатня) — встановлена законом, статутом організації або регламентом найменша кількість учасників зборів (засідання), необхідна для визнання даних зборів правосильним ухвалювати рішення з питань порядку денного.
Для прийняття різних за характером рішень одними й тими самими зборами або зібранням можуть визначатись різні кворуми. Для ухвалення процедур, рішень може бути встановлено кворум нижчий, ніж для рішень за змістом повноважень відповідних зборів або зібрання.
Кворум може визначатися числом присутніх або відсотковим відношенням кількості присутніх до загальної кількості членів будь-якого органу.
До найчастіших варіантів кворуму належать:
- Збори, що мають право розглядати будь-які питання, якщо на ньому присутні більше половини (або більше 2 / 3) від його складу.
- Для ухвалення будь-якого рішення потрібно, щоб у голосуванні взяли участь більше половини від усіх, які мають право голосу.
- Для різних питань порядку денного зборів можливе встановлення різних вимог до кворуму.

Кворум може визначатися такими способами:
- Тільки на початку засідання при реєстрації учасників; після реєстрації лічильна комісія доповідає про явку і про наявність (відсутність) кворуму;
- На вимогу учасників;
- Постійний контроль (облік вхідних-вихідних учасників лічильною комісією або за допомогою електронної системи).

При відсутності кворуму, як правило, засідання не починається або переривається. Однак, регламенти деяких парламентів дозволяють при відсутності кворуму ухвалювати рішення з питань забезпечення явки депутатів. Також у деяких парламентах, наприклад, в Палаті представників США, під час обговорень законопроєктів кворум не перевіряється, навіть якщо його відсутність очевидна.